# Shady Part of Me
Shady Part of Me est un jeu vidéo de plateforme et de puzzle développé par Douze Dixièmes et édité par Focus Home Interactive. Le jeu est sorti le 10 décembre 2020 sur PlayStation 4, Xbox One, Nintendo Switch et PC. Il a été annoncé aux Game Awards le même jour.
Il met en vedette Hannah Murray dans le rôle principal. 
Le jeu est aussi entièrement doublé en français, c'est Cindy Lemineur qui y incarne le rôle principal.